# Фритс Крик (Аљаска)
Фритс Крик (енгл. Fritz Creek) насељено је место без административног статуса у америчкој савезној држави Аљаска.

## Демографија
По попису из 2010. године број становника је 1.932, што је 329 (20,5%) становника више него 2000. године.
| Група             | 2000.         | 2010.         |
| Белци             | 1.466 (91,5%) | 1.701 (88,0%) |
| Афроамериканци    | 3 (0,2%)      | 9 (0,5%)      |
| Азијати           | 9 (0,6%)      | 15 (0,8%)     |
| Хиспаноамериканци | 36 (2,2%)     | 51 (2,6%)     |
| Укупно            | 1.603         | 1.932         |